# Путівник Барлоу по прибульцях
Путівник Барлоу по прибульцях (англ. Barlowe’s Guide to Extraterrestrials) (1979; друге видання 1987) — науково-фантастична книга американського художника Вейна Барлоу, разом з Іан Самерс і Бет Мічем (які написали текст книги). Вона містить візуалізації Барлоу різних позаземних форм життя з різних творів наукової фантастики, з інформацією про їх планетарне розташування або діапазон, в якому вони розташовуються, їх біологію та поведінку. Книга написана в стилі справжнього польового посібника тварин. Вона була номінована на Американську книжкову премію і в 1980 на Премію «Г'юго» за найкращий нехудожній твір.
До другого видання додано передмову від Роберта Сілвеберга.
Після успіху роботи, у 1996 Барлоу разом з Нілом Даскісом написали другу книгу, Путівник Барлоу у фентезі.

## Види прибульців
- Абіорменіт (Abyormenite) — Гол Клемент, роман «Цикл вогню» (1957)
- Атшеан (Athshean) — Урсула Ле Гуїн, повість «Слово для світу — ліс» (1972)
- Веганець (Vegan) — Роберт Гайнлайн, роман «Маю скафандр — здатен мандрувати» (1958)
- Велантієць (Velantian) — Едвард Елмер Сміт, роман «Серія Ленсмен[en]» (1948)
- Гарнішійці (Garnishee) — Гаррі Гаррісон, роман «Зоряні пригоди галактичних рейнджерів[en]» (1973)
- Гільд-навігатор (Guild Navigator) — Френк Герберт, роман «Месія Дюни» (1969)
- Говачін (Gowachin) — Френк Герберт, роман «Експеримент Досаді» (1977)
- Декстранієць (Dextran) — Девід Лейк[en], роман «Права рука Декстри» (1977)
- Демон (Demon) — Кіт Ломер, роман «Чума демонів» (1965)
- Дему (Demu) — Френсіс Маріон Басбі, роман «Клітка для людини» (1973)
- Дільбіанець (Dilbian) — Гордон Діксон, романи «Посилання з космосу» (1961) і «Космічна лапа» (1969)
- Дірдір (Dirdir) — Джек Венс, роман «Дірдіри[en]» (1969) (із серії «Планета пригод[en]»)
- Стародавній Галактіанин (Old Galactic) — Джеймс Шміц, роман «Спадщина» (1962)
- Землянин (Terran)
- Променистий (Radiate) — Наомі Мітчісон, роман «Спогади жінки-космонавта» (1962)
- Ікстль (Ixtl) — Альфред ван Вогт, роман «Подорож «Космічного Бігля»» (1950)
- Іксчел (Ixchel) — Мадлен Л'Енґл, роман «Складка в часі[en]» (1962)
- Іштаріанець (Ishtarian) — Пол Андерсон, роман «Час вогню» (1974)
- Ляльковод (Puppeteer[en]) — Ларрі Нівен, оповідання «Нейтронна зірка[en]» (1966), роман «Світ-кільце» (1970)
- Літіанець (Lithian) — Джеймс Бліш, роман «Справа совісті» (1958)
- Мастер (Master[en]) — Джон Крістофер, романи «Білі гори» (1967), «Місто золота і свинцю» (1967), «Вогняний басейн» (1968) (із тетралогії «Тріподи[en]»)
- Мати (Mother) — Філіп Хосе Фармер, збірка «Дивні родичі» (1960)
- Медузианець (Medusan) — Джек Вільямсон, роман «Космічний легіон» (1934)
- Мерсеіянець (Merseian) — Пол Андерсон, роман «Лейтенант Флендрі» (1966)
- Месклініт (Mesklinite[en]) — Гол Клемент, роман «Експедиція «Тяжіння»» (1954)
- М'який (Soft One) — Айзек Азімов, роман «Навіть боги» (1972)
- Щось (The Thing) — Джон Вуд Кемпбелл, повість «Хто йде?» (1938)
- Плакун (Cryer) — Джозеф Грін[en], збірник «Міжпланетна совість» (1972)
- Полярієць (Polarian) — Пірс Ентоні, роман «Скупчення» (1977) (із цикла «Скупчення[en]»)
- Пнум (Pnume) — Джек Венс, роман «Пнум[en]» (1970) (із серії «Планета пригод[en]»)
- Регул (Regul) — Керолайн Черрі, роман «Згасле сонце: Кесріт[en]» (1978)
- Раям (Riim) — Альфред ван Вогт, роман «Подорож космічного корабля «Бігль»» (1950)
- Румл (Ruml) — Гордон Діксон, роман «Інший шлях» (1965)
- Сайгнан (Cygnan) — Дональд Моффіт[en], роман «Крадіжка Юпітера[en]» (1977)
- Сайгностік (Cygnostik) — Майкл Бішоп, роман «Недостатнє знання» (1977)
- Саламан (Salaman) — Браян Стейблфорд, роман «Імперія Вайлдблад» (1977) (із цикла Міссія Дедала[en])
- Володар (Overlord) — Артур Кларк, роман «Кінець дитинства» (1953)
- Сіріанець (Sirian) — Фредерик Пол, роман «Епоха нерішучості» (1965)
- Слеш (Slash) — Пірс Ентоні, роман «Пошук Кірліана» (1978) (із цикла «Скупчення[en]»)
- Соляріс (Solaris) — Станіслав Лем, роман «Соляріс» (1961)
- Старець (англ. Old One) — Говард Лавкрафт, роман «У горах божевілля» (1936)
- Сулідор (Sulidor) — Роберт Сілвеберґ, роман «Додолу, до Землі» (1970)
- Тайреанієць (Tyreean) — Джеймс Тіптрі-молодший, роман «Вище стін Землі» (1978)
- Тран (Tran) — Алан Дін Фостер, роман «Крижане спорядження» (1974)
- Трінт (Thrint[en]) — Ларрі Нівен, цикл «Світ птавів»
- Тройний (Triped) — Деймон Найт, повість «Золоте правило» (1954)
- Уджініанець (Uchjinian) — Джек Л. Чокер[en], роман «Північ біля Колодязя Душ[en]» (1977)
- Цинрусієць (Cinruss) — Джеймс Вайт, збірка «Головний сектор» (1962), роман «Зоряний хірург» (1963)
- Чорна хмара (Black Cloud) — Фред Гойл, роман «Чорна хмара» (1957)
- Чіліанець (Czill) — Джек Л. Чокер[en], роман «Північ біля Колодязя Душ[en]» (1977)
- Чулпекс (Chulpex) — Аврам Дейвідсон, роман «Мастера лабіринту[en]» (1965)

## Критика
Путівник Барлоу по прибульцям отримав неоднозначну рецензію від Венді Боусфілд в Library Journal. Боусфілд зазначила, що малюнки в книзі були «барвистими», але, крім того, «дещо статичними та штучними, з меншою життєвістю, ніж підготовчі ескізи з блокнота художника, які були включені в кінці». Також вона розкритикувала відсутність «фактів публікації романів», але дійшла висновку, що публічні бібліотеки все ще можуть зацікавитися твором. Книга отримала позитивну реакцію від Клаудії Дж. Морнер у School Library Journal. Морнер високо оцінила «барвисті малюнки» в книзі та «розкладну порівняльну таблицю розмірів», що показує розмір інопланетян відносно людей. Вона дійшла висновку, що це «весела книга для перегляду», яка сподобається «молодим людям, які захоплюються монстрами», а також читачам наукової фантастики